# Каскабулак (Абайський район)
Каскабула́к (каз. Қасқабұлақ) — село у складі Абайського району Абайської області Казахстану. Адміністративний центр Каскабулацького сільського округу.
Населення — 1041 особа (2021; 1257 у 2009, 1374 у 1999, 1383 у 1989).
Національний склад станом на 1989 рік:
- казахи — 100 %